# Соса, Рамон
Рамо́н Со́са Ако́ста (исп. Ramón Sosa Acosta; род. 31 августа 1999, Maracaná, Канендию) — парагвайский футболист, вингер клуба «Палмейрас» и сборной Парагвая.

## Клубная карьера
Соса — воспитанник столичного клуба «Ривер Плейт». 29 августа 2020 года в матче против столичного Гуарани он дебютировал в парагвайской Примере. 22 сентября в поединке против столичного «Насьоналя» Рамон забил  свой первый гол за «Ривер Плейт». В начале 2021 года Соса перешёл в столичную «Олимпию». 7 февраля в матче против «Либертада» он дебютировал за новую команду. 21 февраля в поединке против «Гуарани» Рамон забил свой первый гол за «Олимпию». 21 апреля в матче Кубка Либертадорес против венесуэльского «Депортиво Тачира» он забил гол. В этом же году Рамон помог команде завоевать Кубок Парагвая.
В начале 2022 года Соса перешёл в аргентинский «Химнасия Ла-Плата». 13 февраля в матче против «Расинга» он дебютировал в аргентинской Примере. 20 апреля в поединке против «Платенсе» Рамон забил свой первый гол за «Химнасию». 
В начале 2023 года Соса перешёл в «Тальерес». 6 февраля в матче против «Атлетико Тукуман» он дебютировал за новую команду.

## Международная карьера
20 ноября 2022 года в товарищеском матче против сборной Колумбии Соса дебютировал за сборную Парагвая. 

## Достижения
Клубные
 «Олимпия»
- Обладатель Кубка Парагвая — 2021